# Dylemat wagonika

Podstawowa postać dylematu wagonika

Dylemat wagonika (także dylemat zwrotniczego; ang. trolley problem) – eksperyment myślowy w etyce. Został wprowadzony przez Philippę Foot. Później obszernie analizowany przez Judith Jarvis Thomson, Petera Ungera oraz Frances Kamm. Poza obszarem rozważań filozoficznych ma zastosowanie w kognitywistyce i obecnie także w neuroetyce, analizującej zagadnienia filozoficzne z punktu widzenia neurobiologii. Jest też obecny w kulturze popularnej.
Zapoczątkował całą klasę teoretycznych problemów używanych do analizy systemu wartości, logicznych niekonsekwencji w myśleniu wskazujących na nieuświadomione aksjomaty moralne i rozważania problemów związanych z medycyną, wojną i polityką. Jaka jest różnica pomiędzy zabiciem kogoś a pozwoleniem, by umarł? Czy zawsze najważniejsze są skutki, czy też są działania, których nigdy nie powinniśmy podejmować niezależnie od sytuacji? Celem analizy takich dylematów jest także badanie granic i słabości teorii dotyczących zagadnień związanych z etyką i moralnością.

## Podstawowa wersja
W podstawowej postaci wygląda następująco:
Wagonik kolejki wyrwał się spod kontroli i pędzi w dół po torach. Na jego drodze znajduje się pięciu ludzi przywiązanych do torów przez szalonego filozofa. Ale możesz przestawić zwrotnicę i w ten sposób skierować wagonik na drugi tor, do którego przywiązany jest jeden człowiek. Co powinieneś zrobić?
Konflikt moralny w tym przypadku reprezentuje sprzeczność pomiędzy dwoma sposobami rozumienia moralności:
- absolutystyczny, deontologiczny – zakładający, że wartość czynu w żaden sposób nie zależy od okoliczności ani dalszych skutków
- utylitarystyczny, konsekwencjonalistyczny – w którym wartość czynu może od nich zależeć.

Ankietowani ludzie z początku, zanim im się przedstawi dylemat, najczęściej uznają się za zwolenników absolutystycznego rozumienia moralności. Później w trakcie badania ich odpowiedzi wskazują na relatywizowanie wartości etycznej działania w zależności od spodziewanych skutków.
Podejście utylitaryzmu zakłada, że przestawienie zwrotnicy w tym przypadku jest nie tylko dozwolone, ale jest również moralnie lepszym wyborem wobec niepodjęcia działania. Usprawiedliwienie takiego wyboru może być również zaakceptowane poza filozofią utylitaryzmu. Obciążenie winą szalonego filozofa nie rozstrzyga jednak tego wyboru, ponieważ można argumentować, że zło już się wydarzyło. W tej ocenie przestawienie zwrotnicy stanowi akceptację tej sytuacji i zgodę na współudział w sytuacji, która w całości jest moralnie zła, co czyni działającego częściowo odpowiedzialnym za jej skutki. Natomiast niepodjęcie działania całą winą obarcza szalonego filozofa. Oponenci utylitaryzmu mogą też podnieść kwestię niewspółmierności, nieprzeliczalności ludzkiego życia. Z drugiej jednak strony sama obecność i możliwość wpłynięcia na rezultat już stanowi współudział w sytuacji. Wobec tego niepodjęcie działania mogłoby zostać uznane za działanie niemoralne lub moralnie gorszy wybór.

## Inne wersje dylematu
Początkowy problem staje się trudniejszy, jeśli porównać go z innymi, pokrewnymi dylematami moralnymi.

### Grubas na kładce
Jeden z nich został przedstawiony przez Judith Jarvis Thomson:
Sytuacja jest podobna do poprzedniej, wagonik wyrwał się spod kontroli i pędzi w dół. Jeśli nic go nie zatrzyma, zginie pięć osób. Jesteś na kładce nad torami i możesz zatrzymać go tylko zrzucając coś ciężkiego. Tak się składa, że obok jest bardzo gruby człowiek – jedynym sposobem na zatrzymanie wagonika jest zepchnięcie go z kładki na tory. Tylko zabijając go można uratować pięć osób. Czy powinieneś to zrobić?
Jak się okazuje, działanie to wywołuje spory sprzeciw. Większość ludzi, którzy w pierwszej sytuacji z wagonikiem zaakceptowali poświęcenie jednej osoby, żeby uratować pięć, nie akceptuje drugiego rozwiązania. To prowadzi do prób określenia, na czym polega istotna moralna różnica pomiędzy tymi sytuacjami. Jedną z oczywistych różnic jest ta, że w pierwszym przypadku nie krzywdzi się nikogo bezpośrednio. Krzywda wyrządzona jednej osobie jest tylko efektem ubocznym ratowania pięciu osób. Natomiast w drugim przypadku jest ona integralną częścią planu ratowania tych ludzi. Jest to argument, który Shelly Kagan rozważa i ostatecznie odrzuca w „Limits of Morality”. Inną różnicą jest to, iż w drugim przypadku celowo powoduje się czyjąś śmierć, co przesądza o moralnej ocenie tego działania. Jest to zasadniczo zastosowanie zasady podwójnego skutku, która mówi, że możesz podjąć działanie mające negatywne skutki uboczne, ale celowe wyrządzanie krzywdy nawet w dobrej intencji jest moralnie złe. Thomson argumentuje, że podstawową różnicą jest to, że w pierwszym przypadku po prostu zmienia się bieg wydarzeń, by zmniejszyć szkody, podczas kiedy w drugim krzywda jest celowo zadawana. W pierwszym przypadku wszyscy przywiązani do torów są w jednakowej sytuacji, są sobie równi i nikt z nich nie ma większych praw do niezostania przejechanym. Podczas kiedy w drugim przykładzie grubas ma oczywiste prawo do bycia nie zepchniętym na tory pod przejeżdżający wagonik. Peter Unger natomiast odrzuca argument, jakoby czyniło to istotną moralną różnicę, czy celowo krzywdzimy kogoś w imię większego dobra, czy też w tym samym celu zmieniamy bieg wydarzeń, w wyniku czego ktoś zostaje skrzywdzony. Zwolennicy utylitaryzmu mogą jednak powiedzieć, iż zepchnięcie grubasa z kładki narusza regułę, którą trzeba by przestrzegać by – jak to mówi utylitaryzm – zapewnić jak najwięcej szczęścia jak największej liczbie ludzi. Innym rozróżnieniem jest to, że pierwszy przypadek jest podobny do sytuacji, w której pilot samolotu, którego silniki straciły moc i za chwilę się rozbije, zmienia tor jego lotu tak, by skierować go na mniej zamieszkałe obszary. Robi tak, chociaż wie, że w wyniku tego działania zginą niewinni ludzie, którzy nie mieli z tą sytuacją nic wspólnego. Poświęcenie własnego życia dla ratowania innych jest zwykle uważane za szlachetne (zob. altruizm, normy moralne, etyka), ale decyzja, by pozwolić na zabicie niewinnej osoby w celu ratowania pięciu innych osób, nie ma wystarczającego uzasadnienia moralnego.

### Grubas złoczyńca
Kolejną wersją tego przykładu jest przypadek, kiedy ów grubas jest złoczyńcą, który tę sytuację spowodował. W tym przypadku zepchnięcie go, co spowoduje jego śmierć, ale uratuje niewinnych, wygląda nie tylko na uzasadnione, ale i pożądane oraz sprawiedliwe działanie. Przypomina to problem, kiedy policja schwytała terrorystę, który już podłożył bombę. Czy można go torturować, by zdradził jej lokalizację?

### Tor z mijanką
Teza, iż spowodowanie śmierci jednej osoby, by ratować pięć innych, nie jest moralnie uzasadnione, ilustrowana jest wersją z mijanką, która wygląda tak:
Jak poprzednio: wagonik wyrwał się spod kontroli i pędzi w dół, gdzie do torów przywiązanych jest pięć osób. Tak jak w poprzednim przypadku, możesz skierować wagonik na boczny tor, na którym znajduje się grubas (mający wystarczającą masę ciała, by zatrzymać wagonik). Jednakże za grubasem drugi tor zakręca i łączy się z pierwszym tak, że wagonik powróci i będzie krążył w pętli. Więc samo przestawienie zwrotnicy nie ratuje przywiązanych. Przestawienie zwrotnicy skutkuje ich uratowaniem tylko dlatego, że ginie grubas. Co zrobisz?
Jedyną różnicą wobec pierwotnego przykładu jest tu dodatkowy kawałek toru, co wygląda na niewielką zmianę (głównie dlatego, że w żadnym z przypadków, niezależnie co zrobimy wagonik i tak tym odcinkiem torów nie przejedzie). Można by więc przypuszczać, że i rozwiązanie jest podobne: należy przestawić zwrotnicę. Jednak w tym przypadku śmierć jednej osoby jest środkiem dla ratowania innych. Wariant z mijanką nie musi być jednoznacznym przykładem argumentu „używania innej osoby jako środka do celu”. Taką tezę postawił M. Costa w artykule z 1987 „Another Trip on the Trolley”, gdzie pisze, iż jeśli zaprzestaniemy działania, pozwolimy w ten sposób tym pięciu osobom być środkiem do uratowania jednej. Wagonik zatrzyma się na pięciu osobach i nie będzie krążył po pętli mijanki z pierwszym torem i nie zabije grubasa. Więc tak czy inaczej ktoś stanie się środkiem dla ratowania innych i w ten sposób znowu szacowanie liczby ofiar stanie się uzasadnione. Takie podejście wymaga zacierania moralnej różnicy pomiędzy podjęciem działania a pozwoleniem na nie. Jednakże ta linia rozumowania nie znajduje dłużej zastosowania, jeśli dokonamy niewielkiej zmiany w warunkach, takiej mianowicie, że tor mijanki łączy się z pierwszym torem tak, że wagon, który nim pojedzie, nie wjedzie na mijankę lub wjazd znajduje się na podwyższeniu terenu – więc nawet jeśli braknie owych pięciu osób, grubas nie jest w niebezpieczeństwie. Dylemat pozostaje nierozstrzygnięty. Może jednak znaleźć rozwiązanie, jeśli scenariusz zakłada, iż grubas został przywiązany do torów przez przestępców. Jest więc zakładnikiem. Oddział antyterrorystyczny może strzelać do porywacza, nawet jeśli na linii strzału znajduje się zakładnik, dlatego że najważniejsze jest uratowanie innych zakładników. Odpowiedzialność za śmierć leży po stronie przestępcy, a nie osoby, która z dwóch złych możliwości wybrała tę, która niesie mniej zła. Jest to podobne do sytuacji, kiedy nie ma pętli ani osoby na drugim torze, ale zamiast tego jest porywacz mówiący „nie przestawiaj zwrotnicy, bo zabiję zakładnika”. Osoba przy zwrotnicy nie jest moralnie zobowiązana, by ulec szantażowi. Nawet w sytuacji, kiedy ludzie nie są unieruchomieni przez przestępcę, ale przypadkowo znaleźli się na zagrożonym miejscu, a my nie mamy możliwości, by ich ostrzec. Sytuacja z wagonikiem pędzącym po torach jest podobna do sytuacji z samolotem, który za chwilę ma się rozbić. Wypadek już się wydarzył. Jedyne, co można zrobić, to zmniejszyć liczbę ofiar. Zginie 5 (albo 500) osób w jednym przypadku lub 1 (albo 100) w drugim. Odpowiedzialność za katastrofę i jej skutki spada na tych, którzy ją swoim działaniem lub zaniedbaniem spowodowali.

### Transplantacja
Przykład z transplantacją jest kolejną wersją tego dylematu, ale bez wagonika. Judith Jarvis Thomson wymyśliła następującą sytuację:
Doskonały chirurg-transplantolog ma pięciu pacjentów. Każdy z tych pacjentów potrzebuje innego narządu i umrze, jeśli szybko go nie otrzyma. Ale nie ma żadnych dostępnych organów. Tak się jednak składa, że młody i zdrowy podróżnik przejeżdża przez miasto, w którym pracuje chirurg, i przychodzi do szpitala na rutynową kontrolę zdrowia. W jej trakcie chirurg orientuje się, że jego organy mogą uratować wszystkich pięciu umierających pacjentów. Co więcej okazuje się, że jeśli młody człowiek zniknie, nikt nie będzie podejrzewał doktora.
W tym przypadku akceptacja dla zamordowania podróżnika i pobrania jego narządów, by uratować pięć osób, jest jeszcze mniejsza niż w przykładzie z grubasem.

### Człowiek na podwórku
Unger przeciwstawia się tradycyjnym nieutylitarystycznym rozwiązaniom dylematu wagonika. Oto jeden z jego przykładów:
Jak w pierwotnym przykładzie: rozpędzony wagonik pędzi w stronę przywiązanych pięciu osób. Możesz wytrącić go z biegu tylko w jeden sposób: zderzając z innym wagonikiem, w wyniku czego oba zostaną wykolejone. Ale stoczą się zboczem wzgórza prosto na podwórko, na którym śpi ktoś w hamaku. Z pewnością zostanie zabity. Co robisz?
Odpowiedzi na to są częściowo zależne od tego, czy pytany spotkał już dylemat wagonika (ponieważ pytane osoby chcą utrzymać spójność odpowiedzi). Ale Unger zauważa, że ludzie, którzy nie spotkali problemu wagonika, raczej będą uważać, że w tym przypadku podjęcie działania będzie złe. Pisze, iż odpowiedzi na tę postać dylematu nie wynikają z wyboru etycznego, a raczej z psychologicznej oceny sytuacji. Człowiek śpiący w hamaku, daleko od miejsca wydarzeń i ich nieświadomy, nie ma z nimi nic wspólnego. Niesprawiedliwość ta jednak według Ungera nie zmienia moralnej oceny sytuacji.
Unger rozważa także przypadki bardziej złożone niż oryginalna postać dylematu, mające więcej niż tylko dwa rezultaty. W tym przypadku można dokonać działania, w wyniku którego: (a) uratujemy pięć osób zabijając cztery inne (np. pasażerów innych wagoników), (b) uratujemy pięć osób zabijając trzy inne osoby (c) uratujemy pięć osób zabijając dwie inne (d) uratujemy pięć osób zabijając jednego człowieka (e) nie podejmiemy żadnego działania i pięć osób zginie. Większość osób, które nie miały dotąd do czynienia z dylematem wagonika, dokona wyboru opcji (d), nawet jeśli będzie to wymagać działania podobnego do zabicia grubasa z wersji dylematu autorstwa Thomson.
Scenariusz ten przypomina rzeczywistość, w której ludzie zgłaszają na policję dokonywane na ich oczach przestępstwa, nawet jeśli wiedzą, że wzywanie policji powoduje czasem wypadki drogowe, w wyniku których giną ludzie. Nikt jednak nie rezygnuje z wezwania policji tylko dlatego, by mieć pewność, że jadący na miejsce zdarzenia radiowóz nie zabije pieszego. A nawet jeśli te pięć osób nie jest przywiązane do torów, to i tak sytuacja przypomina tę, z którą ma do czynienia pilot spadającego samolotu.

### Speleolodzy
Uproszczoną wersją pierwotnej wersji dylematu jest przykład ze speleologami:
Sześciu speleologów zostało uwięzionych w nadmorskiej jaskini przez zawał skalny. Pozostała niewielka szczelina, przez którą mogą się wydostać. Pierwszy wychodzi Duży Jack. Niestety utknął w szczelinie. Nie ma innej drogi wyjścia. Nadchodzi fala przypływu i wszyscy oprócz Dużego Jacka, którego głowa wystaje ponad poziom przypływu utoną. W plecaku znajdujesz laskę dynamitu. To za mało, by rozsadzić skały, ale wystarczy, by zabijając Dużego Jacka oczyścić przejście i uratować siebie i czterech innych ludzi. Duży Jack wie o tym i błaga, by tego nie robić. Co powinieneś w tej sytuacji zrobić? A jeśli role by się odwróciły, to jakich byś argumentów użył, by przekonać swoich towarzyszy, by cię nie zabijali?
Philippa Foot podaje konkretną sytuację, która byłaby odpowiednikiem tej wersji dylematu. Oto lekarz ma pacjenta wymagającego dużych dawek rzadkiego leku. Na oddział zostaje przyjętych pięciu innych pacjentów, z których wszyscy wymagają jednej piątej dawki tego leku. Bez niego umrą. Uważa, że lekarz powinien poświęcić jednego pacjenta, by uratować pozostałych pięciu.

## W kognitywistyce
W kognitywistyce dylemat wagonika został po raz pierwszy systematycznie badany przez Johna Mikhaila, który zaczerpnął go z filozofii. Odpowiedzi na postawione w dylemacie pytania badał na różnych grupach ludzi, włączając w to dzieci i osoby z innych kręgów kulturowych niż zachodnia. Badania prowadził na studiach podyplomowych w MIT na Wydziale Mózgu i Kognitywistyki. Mikhail uważał, że czynniki takie jak płeć, wiek, poziom wykształcenia i pochodzenie kulturowe będą miały niewielki lub żaden wpływ na moralne oceny, ponieważ wynikają one z nieuświadomionej i niezależnej od wychowania „gramatyki moralnej”, która jest na pewien sposób podobna do nieuświadomionej gramatyki lingwistycznej, umożliwiającej używanie języka. Wstępne rezultaty wskazały, że ma rację. Jak do tej pory badania objęły ponad 200 tysięcy osób z ponad 100 krajów.

## W neuroetyce
Joshua Greene i Jonathan Cohen badali reakcję mózgu na moralne i etyczne zagadki przy użyciu fMRI. Analizowali pracę mózgu podczas rozstrzygania moralnych dylematów związanych z różnymi wersjami sytuacji z wagonikami i kładką. Rozwiązywanie tego typu problemów aktywowało zupełnie inne obszary mózgu. Sytuacje bardziej kontrowersyjne i wywołujące silniejsze emocje, jak ta z grubasem na kładce, powodowały znaczący wzrost aktywności mózgu w obszarach odpowiedzialnych za reakcje konfliktowe. Natomiast mniej kontrowersyjne wersje dylematu z wagonikiem angażują w większym stopniu obszary mózgu związane z wyższymi funkcjami poznawczymi. Dowiedli w ten sposób, że problemy nie tylko różnią się teoretycznie, ale są odmiennie postrzegane przez mózg.
Testy zawierające przykłady dylematu stosowane są w badaniach psychologicznych.

## Jako miejska legenda
W miejskiej legendzie, która krąży od połowy lat 60. decyzję musiał podjąć operator mostu zwodzonego. Musiał wybierać pomiędzy poświęceniem pociągu pasażerskiego a swoim czteroletnim synem.

## W filmie
Dylemat został zekranizowany w 2003 r. w nominowanym do Oscara amerykańsko-czeskim filmie Most, gdzie operator mostu zwodzonego był zmuszony wybrać między życiem syna i pasażerów pędzącego pociągu.